# Adam Henley
Adam David Henley (Knoxville, 14 giugno 1994) è un calciatore gallese con passaporto statunitense, difensore del Chorley.